# Lindera thomsonii
Lindera thomsonii är en lagerväxtart som beskrevs av C. K. Allen. Lindera thomsonii ingår i släktet Lindera och familjen lagerväxter. Utöver nominatformen finns också underarten L. t. velutina.